# Centre de développement des technologies avancées
Le Centre de Développement des Technologies Avancées (CDTA) est un établissement public à caractère scientifique et technologique dont le siège est situé à Baba Hassen, en Algérie. C'est un pôle de Recherche et développement (R&D) sous la tutelle du ministère de l'enseignement supérieur et de la recherche scientifique qui fournit de nombreux services et équipements dans 40 domaines technologiques,.

## Historique
En 1982 est créé le centre de développement des techniques avancées (CDTA) au sein du commissariat aux énergies nouvelles (CEN), doté de 6 laboratoires, à savoir l’architecture des systèmes, la robotique, le laser, le plasma, la fusion thermonucléaire et l'étude spatiale des rayonnements.
Le 22 mars 1988 et par décret présidentiel N°88-61, est créé le « Centre de Développement des Technologies Avancées » (CDTA) sous la tutelle du Haut commissariat à la recherche en remplacement du centre de développement des techniques avancées.
Le 29 novembre 1988, l'organisation interne du CDTA est  fixée par arrêté interministériel dont les départements de recherche et développement sont la cybernétique, les milieux ionisés et la microélectronique.
Le 1er décembre 2003 et par décret exécutif N°03-457 modifiant et complétant le décret N° 88-61 du 22 mars 1988 portant création du centre de développement des technologies avancées, le centre acquiert le statut d’établissement public à caractère scientifique et technologique et passe sous la tutelle du ministère de l'enseignement supérieur et la recherche scientifique.
Le 5 mars 2011, et par arrêté ministériel N°143, est créée une unité de recherche en photonique et optique, sise à Sétif et rattachée au CDTA.
Le 4 janvier 2014 et par arrêté ministériel , est créée une unité de recherche intitulée composants et dispositifs optoélectroniques; au sein du CDTA, et dont le siège est fixé à Sétif.
Le 30 décembre 2024, le ministre algérien de l’Enseignement supérieur et de la Recherche scientifique, Kamel Baddari, a inauguré au sein du centre, le premier laboratoire en Algérie dédié à la conception de puces électroniques utilisant la technologie avancée de 65 nanomètres.
Le 12 avril 2025, le CDTA annonce la fabrication de la première puce électronique algérienne utilisée dans les cartes électroniques. Elle d'une surface de 1 mm2, reposant sur une technologie de haute précision,. À cette même occasion, le centre a signé une convention avec l'Entreprise nationale des industries électroniques (ENIE), visant à « mettre en place un cadre favorable à l'assistance technique et technologique dans le domaine de la fabrication des composants électroniques, notamment en ce qui concerne la fabrication de transistors ».

## Missions
Le CDTA prend en charge le développement des technologies de pointe dans 40 domaines diversifiés tels,,, :
- la robotique et la productique;
- l’industrie 4.0;
- la réalité augmentée et la réalité virtuelle;
- l’automatisme et l’intelligence artificielle;
- le plasma et l’interaction Laser Matière;
- l’optique, la photonique et le laser;
- les sciences des matériaux;
- la microélectronique et les microsystèmes;
- la conception et développement des circuits intégrés;
- les nanomatériaux et la nanotechnologie;
- la conception, le développement et le prototypage de systèmes intégrés;
- l’architecture des systèmes et les multimédias;
- les télécommunications et les systèmes d’information avancés;
- la biométrie, le traitement du signal biomédical et les systèmes intelligents;
- la vision par ordinateur pour l’interaction homme-machine;
- le Cloud Computing, les Big Data et l’Internet des objets;
- les systèmes embarqués;
- les techniques de caractérisation physico-chimiques et électriques;
- le soutien technique aux projets de recherche, dont les techniques en Fab lab;
- les outils de conception assistée par ordinateur (CAO);
- les procédés de projection thermique.

Le plan de charge scientifique et technologique du CDTA cible 6 domaines d’impact, à savoir la santé; l’énergie; l’environnement; l’eau; le numérique; et les technologies industrielles.

## Direction
Le CDTA est dirigé par un directeur, administré par un  conseil d’administration et  doté d’un conseil scientifique.
Depuis le mois décembre 2021, le centre est dirigé par Dr. Mohammed Traiche en remplacement du  Pr. Ghouti Merad.